# Trichastylopsis hoguei
Trichastylopsis hoguei är en skalbaggsart som beskrevs av Chemsak och Linsley 1978. Trichastylopsis hoguei ingår i släktet Trichastylopsis och familjen långhorningar. Inga underarter finns listade i Catalogue of Life.